# Den røde Hertug
Den røde Hertug er en dansk stum dramafilm fra 1913 produceret af Filmfabrikken Skandinavien. Filmens instruktør er ukendt.
Filmen havde dansk premiere den 1. september 1913 i Filmfabrikkens egen biograf Biorama.

## Handling
Eventyreren Hubert opholder sig på en engelsk adelsmands slot. Hubert har forelsket sig i slotsejeren Sir Malcolms datter Alice men hun er afvisende. Hubert ser i et drømmesyn en skjult skat i kælderen, men Alice finder hans opførsel derefter mærkværdig. Hubert flygter med skatten, men Alices barndomsven, Ralph, følger efter ham. I sidste ende får det fatale følger.

## Medvirkende
- Edmund Petersen - Sir Hugh Malcolm, slotsejer
- Elisabeth Lange - Alice, sir Malcolms datter
- Lauritz Hansen - Hubert Wagburn, en eventyrer
- Jon Iversen - Sir Ralph Randall
- Helga Tønnesen - Lillian
- Elith Pio - Vicomte Robert Malcolm, Den røde Hertug
- Arnold Petersen - Sir Francis Wade, jarl af Fife

## Reflist
1. ↑  Denne beskrivelse stammer fra Det Danske Filminstituts Filmdatabase.